# Lelekovice
Lelekovice jsou obec v okrese Brno-venkov v Jihomoravském kraji. Rozkládají se na rozhraní Drahanské a Bobravské vrchoviny v průměrné nadmořské výšce 312 m. Jejich katastrální území má rozlohu na 7,29 km². Žije zde přibližně 2 000 obyvatel. Obcí protéká potok Ponávka, na kopci nad obcí se nachází televizní vysílač.

## Historie
První písemná zmínka o obci pochází z roku 1288 (de Lelechwyce) v listině, kde je psáno, že Hartman z Holštejna daroval oslavanskému klášteru svůj majetek ve Studyni. Jedním ze svědků této události je i Herman z Lelekovic. Tato nejstarší písemná zmínka byla stanovena jako počátek historie obce, ale osídlení je prokazatelně starší.
Ještě v 16. století byly Lelekovice samostatná farnost, v roce 1640 byly připojeny k farnosti Lipůvka, od roku 1785 patří do farnosti Vranov u Brna.
K 1. lednu 1961 byl katastr Lelekovic usnesením ONV Brno-venkov ze dne 22. prosince 1960 menšen o pozemky o rozloze 5,8546 hektarů, ležící u východního okraje kuřimské místní části Podlesí. Tehdy byly důvodem dva obytné domy a kulturní dům, urbanisticky patřící do sídliště Podlesí. Později byly provedeny ještě další změny hranice Lelekovic.

## Přírodní poměry
Nad obcí se vypíná masiv Babího lomu (562 m n. m.) s rozhlednou - nejvyšší vrchol v blízkém okolí Brna.

## Obyvatelstvo
Na počátku 17. století měla obec 36 domů, po třicetileté válce bylo 7 z nich pustých. V roce 1790 měla obec 60 domů a 300 obyvatel, roku 1834 77 domů a 478 obyvatel.
| Rok            | 1869 | 1880 | 1890 | 1900 | 1910 | 1921 | 1930  | 1950  | 1961  | 1970  | 1980  | 1991  | 2001  | 2011  | 2021  |
| -------------- | ---- | ---- | ---- | ---- | ---- | ---- | ----- | ----- | ----- | ----- | ----- | ----- | ----- | ----- | ----- |
| Počet obyvatel | 604  | 665  | 696  | 714  | 806  | 952  | 1 236 | 1 220 | 1 264 | 1 216 | 1 227 | 1 262 | 1 362 | 1 771 | 1 889 |
| Počet domů     | 93   | 97   | 102  | 109  | 142  | 161  | 235   | 325   | 310   | 321   | 352   | 434   | 469   | 562   | 620   |

Vývoj počtu obyvatel

## Obecní správa

### Obecní symboly
Znak a vlajka byly obci uděleny rozhodnutím předsedy Poslanecké sněmovny Parlamentu České republiky dne 20. ledna 2005.

## Doprava
Dopravu zajišťují autobusové linky 41 a 310 IDS JMK, které jezdí pravidelně k železniční zastávce Česká a dále do Brna nebo Kuřimi. V noci jsou Lelekovice obsluhovány brněnskou noční autobusovou linkou N91.

## Základní škola Lelekovice
V Lelekovicích se nachází základní škola, která byla dostavěna roku 1887. V roce 2012 byla dokončena přístavba navržená Gustavem Křivinkou. Školu ročně navštěvuje přes 150 žáků.

## Sbor dobrovolných hasičů Lelekovice
Sbor dobrovolných hasičů v Lelekovicích byl založen již v roce 1884. členové se schází v místní požární zbrojnici, ke které patří také hřiště. Jednotka sboru dobrovolných hasičů obce Lelekovice je zřízena na základě §29 a § 68 zákona 133/1985 Sb., o požární ochraně, ve znění pozdějších předpisů. Organizační struktura jednotky odpovídá vyhlášce 247/2001 Sb., o organizaci a činnosti jednotek PO ve znění vyhl. 226/2005 Sb. Jednotka SDH obce Lelekovice je místní jednotkou pro obec Lelekovice a obec Česká, se kterou je uzavřena smlouva podle §69a zákona 133/1985 Sb., o požární ochraně, ve znění pozdějších předpisů. Jednotka Sboru dobrovolných hasičů Lelekovice je zařazena podle Požárního poplachového plánu Jihomoravského kraje do kategorie JPO III/1. Z toho vyplývá, že je předurčena i pro zásahy mimo území zřizovatele, tj. obce Lelekovice a k nahlášené události musí vyjet do deseti minut. Zabezpečuje výjezd jednoho požárního družstva. Členové jednotky nevyjíždí pouze k zásahům, ale musí se také věnovat školení, výcviku a odborné přípravě. Mimo to musí provádět opravu a údržbu techniky, výstroje a výzbroje a budovy hasičské zbrojnice.

## Místní kulturní akce

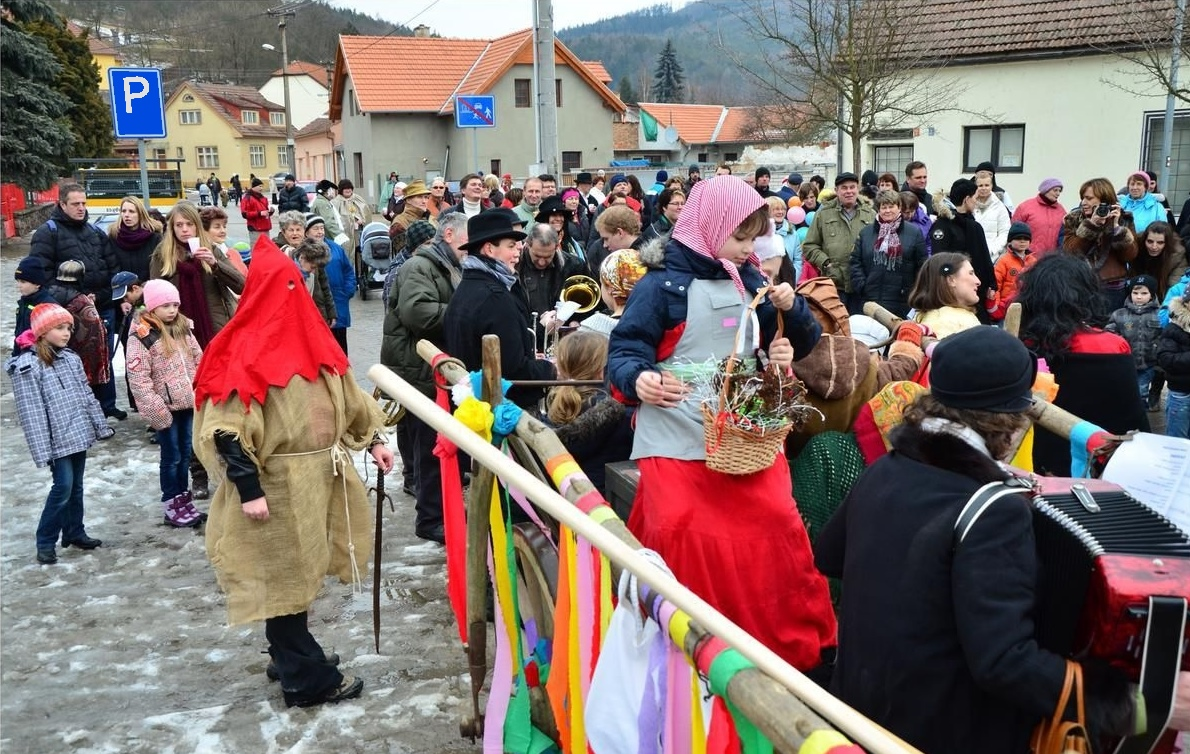
Masopust v Lelekovicích

V obci se každoročně koná několik akcí, například masopust, letnice,divadelní víkend "Lelediv", Lelkování na Skalce, Bleší trh a mnohé další.

## Místní sportovní akce
V obci se každoročně koná několik sportovních akcí, například Lelekovická volejbalová liga (LVL), několik turnajů v badmintonu a volejbalu, atletické závody "Čiperný Lelek" pro děti od 2 do 12 let, Olympijský běh, dětský duatlon, biatlon a mnohé další.

## Pamětihodnosti

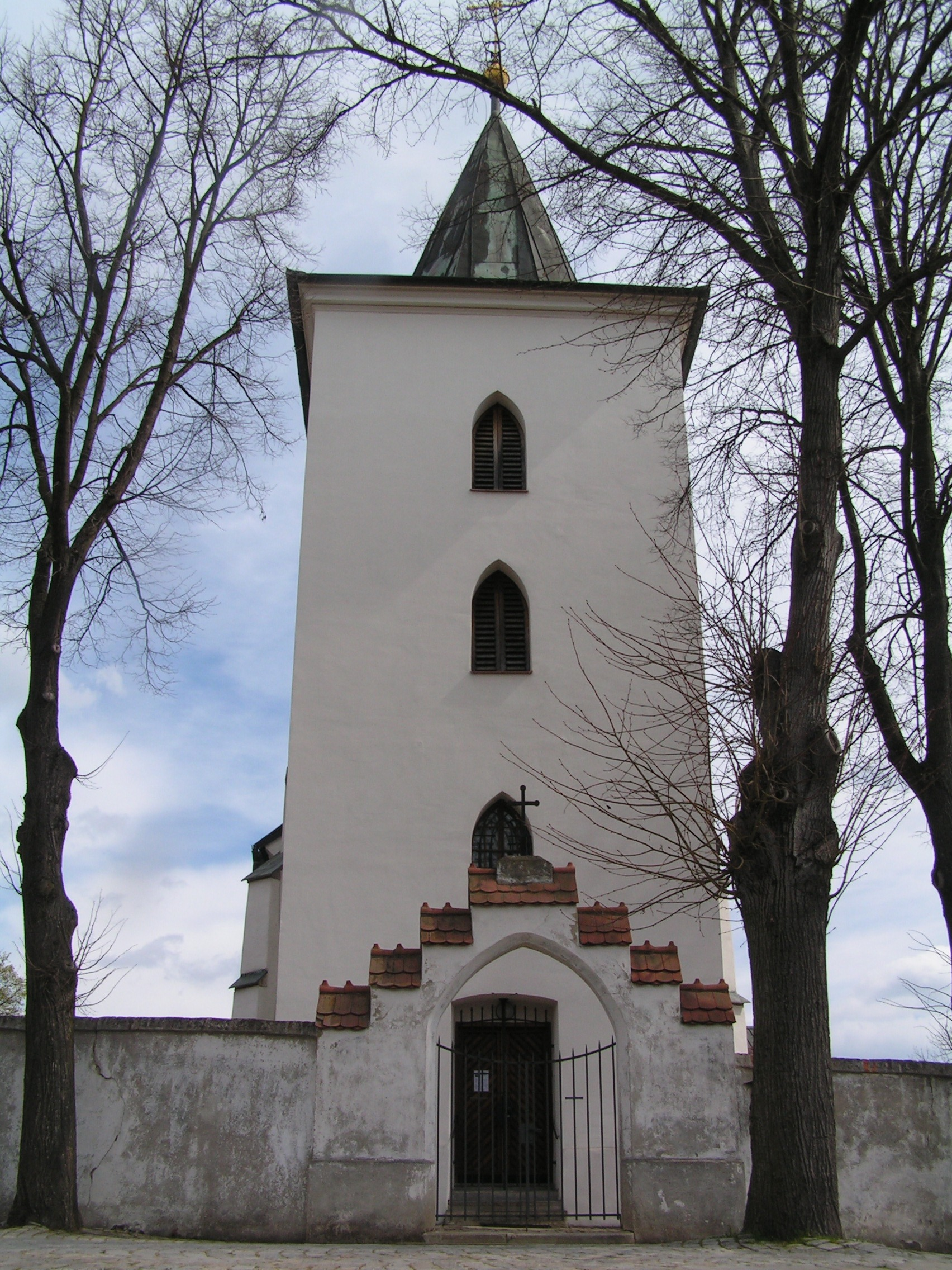
Kostel svatého Filipa a Jakuba

- Zřícenina hradu Lelekovice – Postaven byl ve 14. století, avšak počátkem 15. století byl hrad dobyt a později zničen. Ve 20. století letech zde probíhaly archeologické výzkumy.
- Kostel svatého Filipa a Jakuba je nejstarší stojící stavbou v obci, stojí na místě bývalého hradu. Byl postaven v románském slohu a později goticky přestavěn.